# Gand-Wevelgem 1984
La Gand-Wevelgem 1984, quarantaseiesima edizione della corsa, fu disputata il 4 aprile 1984, su un percorso totale di 255 km. Fu vinta dall'italiano Guido Bontempi, giunto al traguardo con il tempo di 6h09'00" alla media di 41,463 km/h, precedendo il belga Eric Vanderaerden ed il connazionale Pierino Gavazzi.
Presero il via da Gand 182 ciclisti e 131 di essi portarono a termine la gara.

## Ordine d'arrivo (Top 10)
| Pos. | Corridore         | Squadra        | Tempo    |
| ---- | ----------------- | -------------- | -------- |
| 1    | Guido Bontempi    | Carrera        | 6h09'00" |
| 2    | Eric Vanderaerden | Panasonic      | s.t.     |
| 3    | Pierino Gavazzi   | Atala          | s.t.     |
| 4    | Francis Castaing  | Peugeot        | s.t.     |
| 5    | Ad Wijnands       | Kwantum Hallen | s.t.     |
| 6    | Eddy Planckaert   | Panasonic      | s.t.     |
| 7    | Stefan Mutter     | Cilo-Aufina    | s.t.     |
| 8    | Rudy Dhaenens     | Splendor       | s.t.     |
| 9    | Greg LeMond       | Renault-Elf    | s.t.     |
| 10   | Pol Verschuere    | Europ Decor    | s.t.     |